# Младен Божовић
Младен Божовић (Титоград, 1. август 1984) је црногорски фудбалски голман.

## Клупска каријера

### Почеци
Божовић је фудбалом почео да се бави са девет година у ФК Забјело. Као 19-годишњак је провео шест месеци у Будућности из Добановаца. Током 2003. године је потписао за Будућност из Подгорице. Ишао је на позајмице у подгоричке клубове Младост и Ком, a од сезоне 2006/07. се усталио на голу Будућности.
У премијерној сезони шампионата Црне Горе, Божовић је био 795 минута без примљеног гола. Будућност је те сезоне примила свега 12 голова у целој сезони, што је најбољи дефанзивни учинак једног тима до данас, али ипак није освојила титулу. Божовић је одиграо и први део сезоне 2007/08. у Будућности, да би у јануару 2008. потписао четворогодишњи уговор са београдским Партизаном.

### Партизан
Такмичарски деби у дресу Партизана је имао 22. марта 2008, у победи над Бежанијом (2:0), када је на терен ушао у 87. минуту уместо првог голмана Дарка Божовића. Иако је свој боравак у Партизану почео као резерва, Божовић је врло брзо постао први голман па је забележио укупно 10 првенствених наступа током пролећа 2008. Већ у првој полусезони, под вођством тренера Славише Јокановића, Божовић осваја дуплу круну.
У наредној 2008/09. сезони је поново освојио дуплу круну. У овој такмичарској години је наступио на свим првенственима утакмицама по 90. минута, а на крају сезоне је уврштен у идеални тим Суперлиге. У априлу 2009. је прво оборио клупски рекорд Ивице Краља по минутима без примљеног гола (840 минута), а потом је и постао рекордер у српском фудбалу пошто 916 минута није примио гол. Претходни рекордер био је некадашњи голман Обилића Ненад Лукић који је у сезони 1998/99. своју мрежу сачувао 903 минута.
У сезони 2009/10. је освојио и трећу узастопну титулу првака Србије. У овој сезони је бранио на 25 првенствених утакмица. Током свог боравка у Партизану, Божовић је са клубом наступао и два пута у групној фази Лиге Европе, у сезонама 2008/09 и 2009/10.

### Каснија каријера
У јуну 2010. је потписао уговор са мађарским Видеотоном. Као први голман Видеотона у сезони 2010/11. осваја титулу првака Мађарске, иначе прву у историји клуба. Поред тога, за три сезоне колико је стајао на голу Видеотона, Божовић је освојио и један Лига куп Мађарске као и два Суперкупа Мађарске.
У јуну 2013. је потписао за руског премијерлигаша Том из Томска. Божовић је у дресу Тома наступио на седам премијерлигашких утакмица, а клуб је на крају сезоне 2013/14. испао у нижи ранг. У завршници летњег прелазног рока 2014. је позајмљен друголигашу, Химику из Дзержинска. У децембру исте године се вратио у Том, и током пролећа 2015. је забележио још један првенствени наступ за овај клуб.
Крајем децембра 2015. се вратио у црногорски фудбал и потписао за Зету из Голубоваца. Након годину и по дана у Зети, Божовић у јуну 2017. потписује за грчког прволигаша Ларису. Наступио је на 27 утакмица за Ларису током такмичарске 2017/18. у Суперлиги Грчке.
Током 2020. је бранио гол црногорског друголигаша Дрезге. У јуну 2021. је потписао за Зору из Спужа, екипу која се такмичи у трећем рангу такмичења у Црној Гори. Већ наредног месеца је променио клуб и вратио се у Зету, са којом је потписао једногодишњи уговор.

## Репрезентација
Божовић је дебитовао за репрезентацију Црне Горе у јуну 2007. на утакмици против Колумбије која је одиграна на Кирин купу у Јапану. За национални тим је одиграо 43 утакмице, а последњи пут је наступио 26. марта 2017. против Пољске у квалификацијама за Светско првенство 2018. у Русији.

### Наступи по годинама
| Репрезентација | Година | Утакмица | Голова |
| -------------- | ------ | -------- | ------ |
| Црна Гора      | 2007   | 2        | 0      |
| Црна Гора      | 2008   | 3        | 0      |
| Црна Гора      | 2009   | 2        | 0      |
| Црна Гора      | 2010   | 8        | 0      |
| Црна Гора      | 2011   | 8        | 0      |
| Црна Гора      | 2012   | 7        | 0      |
| Црна Гора      | 2013   | 4        | 0      |
| Црна Гора      | 2014   | 3        | 0      |
| Црна Гора      | 2015   | 1        | 0      |
| Црна Гора      | 2016   | 4        | 0      |
| Црна Гора      | 2017   | 1        | 0      |
| Укупно         | Укупно | 43       | 0      |

## Приватни живот
После фудбалске каријере, Божовић је оболео од менталних болести. Његова супруга га је пријавила за наношење телесних повреда. Он је 8. марта 2022. године покушао самоубиство.

## Успеси

### Клупски
Партизан
- Суперлига Србије (3): 2007/08, 2008/09, 2009/10.
- Куп Србије (2): 2007/08, 2008/09.

Видеотон
- Првенство Мађарске (1): 2010/11.
- Лига куп Мађарске (1): 2011/12.
- Суперкуп Мађарске (2): 2011, 2012.

### Појединачни
- Тим сезоне Суперлиге Србије (1): 2008/09.